# Gaston Bergeron
 (janvier 2018).
Si vous disposez d'ouvrages ou d'articles de référence ou si vous connaissez des sites web de qualité traitant du thème abordé ici, merci de compléter l'article en donnant les références utiles à sa vérifiabilité et en les liant à la section « Notes et références ».
Pour les articles homonymes, voir Bergeron.
Gaston Bergeron est un linguiste québécois, né à Saint-Ambroise, au Saguenay. Chercheur, à l'Université Laval, il est coauteur avec Gaston Dulong de l'Atlas linguistique de l'Est du Canada (ALEC) publié sous le titre Le parler populaire du Québec et de ses régions voisines (Office québécois de la langue française et Les publications du Québec, 1980, 10 volumes) et, avec Thomas Lavoie et Michelle Côté, des Parlers français de Charlevoix, du Saguenay, du Lac-Saint-Jean et de la Côte-Nord (Les publications du Québec, 1985, 5 volumes). Il a poursuivi sa carrière professionnelle dans la fonction publique québécoise à l'Office québécois de la langue française.
À l'automne 2017, il publie Discours simple! aux Presses de l'Université Laval. Cet ouvrage descriptif destiné au grand public compte près de 4000 entrées de « mots entendus, perdus et retrouvés » sélectionnés dans le parler traditionnel du Saguenay, du Lac-Saint-Jean et de Charlevoix.
Sa collaboration à la description et à la connaissance du parler populaire et traditionnel du Québec est soulignée dans l'ouvrage Mille ans de langue française - Histoire d'une passion écrit par Alain Rey et publié aux Éditions Perrin en 2007.

## Publications
- Dulong, Gaston, Gaston Bergeron. Atlas linguistique de l'est du Canada (1980), Éditeur officiel du Québec et Office de la langue française, 10 volumes, 5000 pages.
- Lavoie,Thomas, Gaston Bergeron et Michelle Côté. Les Parlers français de Charlevoix, du Saguenay, du Lac-Saint-Jean et de la Côte-Nord (1985), Éditeur officiel du Québec et Office de la langue française, 5 volumes, 2000 pages.
- Bergeron, Gaston. Discours simple!, (2017), Presses de l'Université Laval, 235 pages.

## Distinctions
- Médaille Luc-Lacourcière (1980)
- Médaille Luc-Lacourcière (1985)